# Горный (Агаповский район)
Горный — посёлок в Агаповском районе Челябинской области. Входит в состав Светлогорского сельского поселения.

## География
Расположен в центральной части района, на берегу реки Зингейки. У восточной окраины поселка находится небольшое озеро.
Поселок связан грунтовыми и шоссейными дорогами с соседними населенными пунктами. Расстояние до районного центра села Агаповка 21 км, до центра сельского поселения посёлка Светлогорска 1 км.

## История
Поселок основан в 1920 году в Воздвиженском сельсовете Янгельской станицы. 
В 1929 году жители организовали колхоз «Горный», который впоследствии вошел на правах 3-го отделения в состав совхоза «Горный». 
С начала 1990-х годов на территории поселка размещается 3-е отделение АО «Горный».

## Население
| 1970 | 1995 | 2002 | 2010 |
| ---- | ---- | ---- | ---- |
| 294  | ↘166 | ↗209 | ↗221 |

## Улицы
- Зингейская,
- Интернациональная,
- Рабочая.